# Pay Gómez Chariño

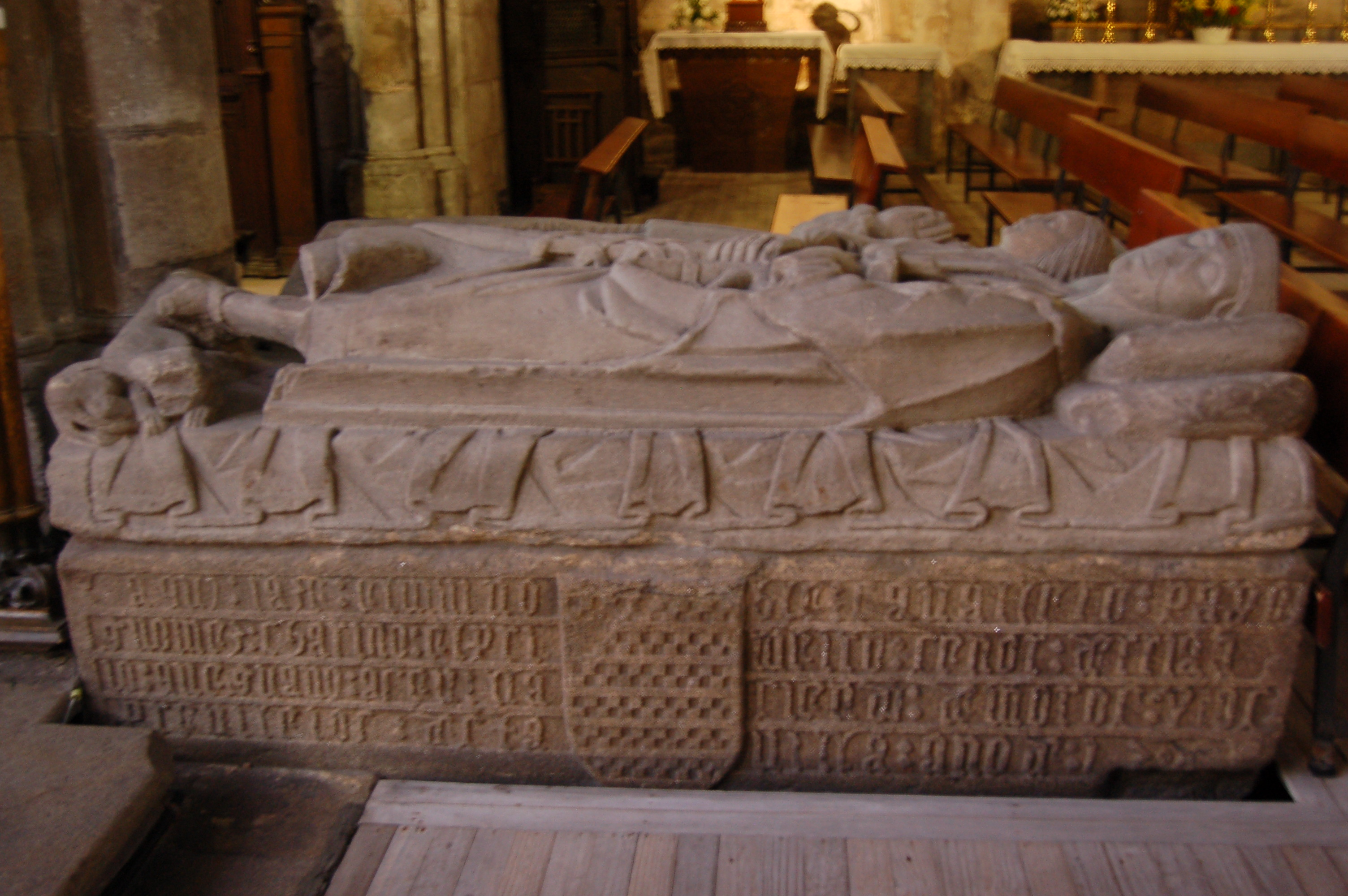
Sarcófago de Paio Gomes Chariño.

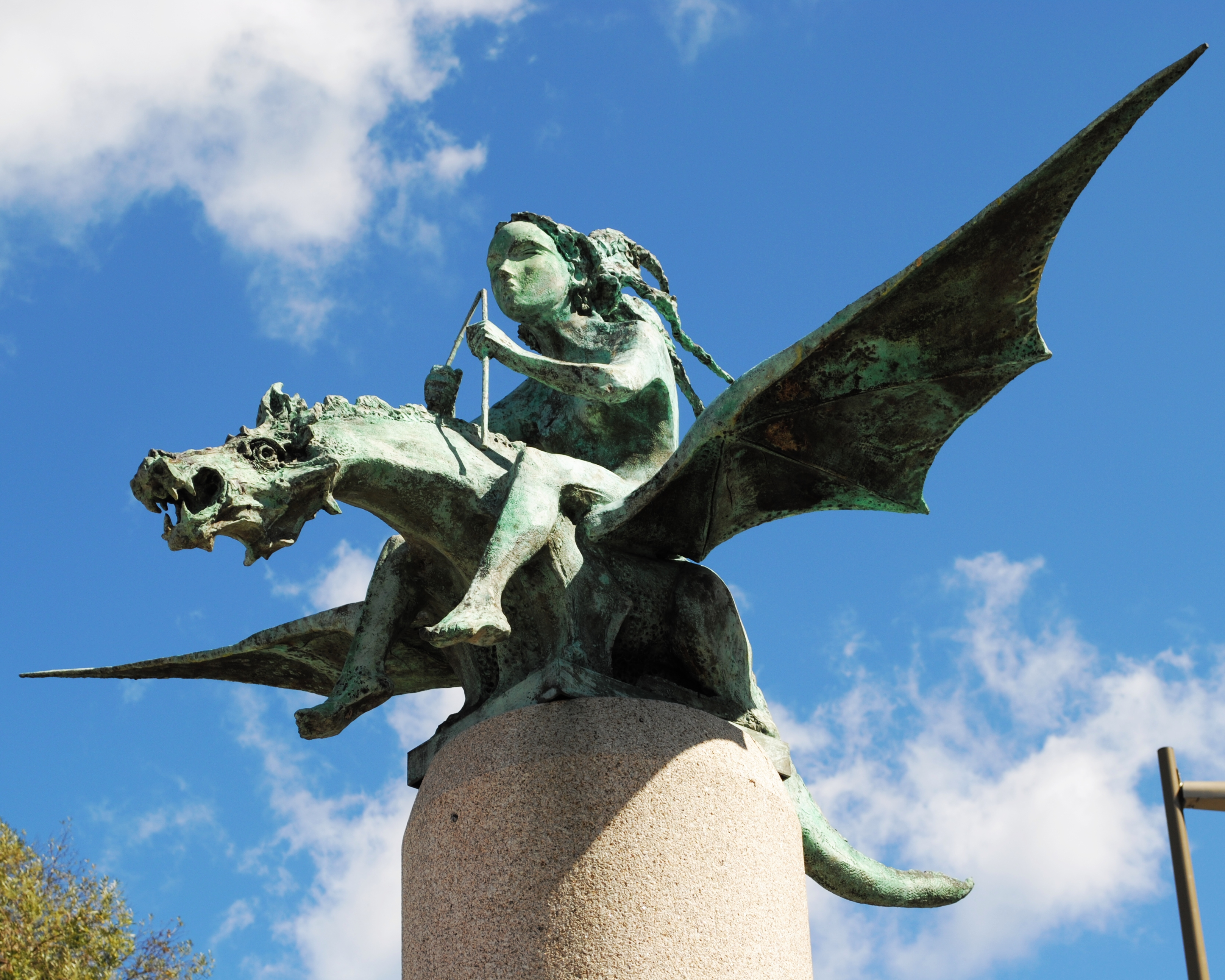
Monumento dedicado a los poetas, cantores y trovadores de la Ría de Vigo, Martín Codax, Pero Meogo, Mendiño y Paio Gómez Chariño, A fada e o dragón de Xaime Quessada, en el Paseo de Alfonso XII de Vigo.

Pay Gómez Chariño (Pai Gomes Chariño) (c. 1225 - 1295) fue un poeta y noble gallego. Primer señor de Rianjo y Adelantado Mayor del Reino de Galicia, fue una figura política de la corona de Castilla y singular trovador en lengua gallega.
En su sepulcro, en Pontevedra, consta el nombre de Payo Guomez Charino, pero en sus textos aparecen diferentes nombres, como Pae Gomez Charinho, Paay Gomez Charinho, Pae Gomez o Pay Gomez.

## Figura política
Nació probablemente en 1225 en una familia de la nobleza del suroeste de Galicia. Hijo de Don Gonzalo Eans Mariño, de muy joven brilló por sus dotes militares en el mar. Destacó al frente de la flota que conquistó Sevilla para Castilla remontando el Guadalquivir (1248). Fue nombrado almirante en 1284. En 1292 desempeñó el cargo de Adelantado Mayor del Reino de Galicia al servicio del monarca Sancho IV. A La muerte de este, Don Juan de la Cerda pretendió la corona de los reinos de Sevilla, Galicia y León, quedando María de Molina como regente en Castilla y Toledo. El principal valedor de esta idea en Galicia fue Juan Alfonso de Albuquerque a quién Paio Gómez Chariño se enfrentó y llegó a hacer prisionero. Fue asesinado por Rui Pérez Tenorio en 1295. Su majestuoso sepulcro preside la iglesia de San Francisco de Pontevedra.

## Poeta
Se le conocen 28 composiciones entre cantigas de amor y de amigo. Sólo queda de él una cantiga de escarnio. En sus poemas amorosos introduce la temática marinera. Es un exponente de la perfección técnica y estética a la que llegó el cancionero en gallego en el siglo XIII.